# Tanums kommun
Tanums kommun är en kommun i Västra Götalands län (före 1998 i Göteborgs och Bohus län). Centralort är Tanumshede.
Kommunens östra del är en högplatå som är genomkorsad av sprickdalar, där Bullaresjöarnas sjösystem följer en nord–sydlig spricka. I väster ligger skärgården i Skagerrak. Under slutet av 1800-talet växte stenindustrin i området, denna sektor försvann dock i slutet av 1900-talet. I början av 2020-talet dominerades det lokala näringslivet av tjänstenäringarna, främst turismen.
Folkmängden var som störst i mitten av 1800-talet men minskade därefter. Sedan 1970-talet har befolkningstrenden återigen varit positiv med undantag för enskilda år. Efter valen på 2010- och 20-talen har kommunen styrts av Alliansen.

## Namn
Tanums kommun har fått namn efter Tanums socken. Namnet skrevs 1317 Tuneims sokn. Socknen har i sin tur fått namn av byn kring kyrkan, Tuneim.  Förledet tun är fornnordiska och betyder inhägnad. Till utvecklingen av tun till tan finns paralleller i andra norska ortnamn. Efterledet är hem, som betyder boplats eller gård och som senare försvagats till um.

## Administrativ historik
Kommunens område motsvarar socknarna Botna, Kville, Lur, Mo, Naverstad, Svenneby och Tanum. I dessa socknar bildades vid kommunreformen 1862 landskommuner med motsvarande namn.
Grebbestads municipalsamhälle inrättades i Tanums landskommun 30 maj 1890 och upplöstes 1929 när Grebbestads köping bildades genom en utbrytning ur landskommunen. Fjällbacka municipalsamhälle inrättades 28 juli 1888 och upplöstes vid utgången av 1964. Havstenssunds municipalsamhälle inrättades 25 november 1927 och upplöstes vid utgången av 1957. Sannäs municipalsamhälle inrättades 1 december 1911 och upplöstes vid utgången av 1954.
Vid kommunreformen 1952 bildades i området tre storkommuner: Bullaren (av de tidigare kommunerna Mo och Naverstad), Kville (av Bottna, Kville och Svenneby) samt Tanum (av Grebbestad, Lur och Tanum).
Tanums kommun bildades vid kommunreformen 1971 av landskommunerna Tanum, Bullaren och Kville.
Kommunen ingick från bildandet till 2004 i Strömstads domsaga och kommunen ingår sedan 2004 i Uddevalla domsaga.

## Geografi
Tanums kommun är till ytan Bohusläns största och geografiskt mycket varierande. 
Kommunen är belägen i de norra delarna av landskapet Bohuslän med Skagerrak i väster. I norr gränsar kommunen till Strömstads kommun i före detta Göteborgs och Bohus län och Haldens kommun i Østfold fylke i Norge. I öster finns Dals-Eds kommun i före detta Älvsborgs län och Munkedals kommun i före detta Göteborgs och Bohus län. I söder finns Sotenäs kommun, också i före detta Göteborgs och Bohus län.

### Topografi och hydrografi

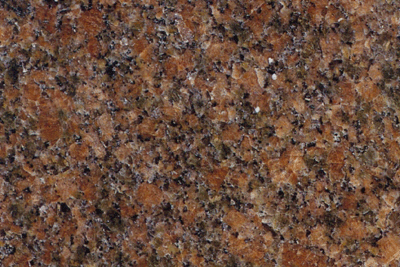
Bohusgranit.

Berggrunden består i öster, mot Dalsland, av gnejs. Några mil från kusten ersätts gnejsen av granit, Bohusgranit. Längs kusten och en bit ut i skärgården övergår graniten åter i gnejsartade bergarter. I övergångszonerna mellan gnejs och granit kan man hitta stora gnejsstycken omgivna av granit. Ute längs den kala kusten är det de av inlandsisarna finslipade granitklipporna som är de finaste badhällarna.
Berggrunden har under historien varit utsatt för kraftiga horisontella tryck med två huvudriktningar. Trycken har givit upphov till sprickor i berggrunden. Ett spricksystem går i nord-sydlig riktning ett i nordostlig-sydvästlig riktning. Under nedisningsperioder har bergmaterial ryckts loss i försvagningarna och givit upphov till de korsande dalsystemen. Ute vid kusten är dalgångarna vattenfyllda fjordar. I områden där spricksystem korsas uppstår slättområden, till exempel Gerumslätten (Tanumslätten) söder om Tanumshede.
En kraftig nord-sydlig sprickbildning finns en bit utanför ytterskärgården, passerar innanför Väderöarna och fortsätter norrut innanför Kosteröarna, där största djupet är 240 meter. Sedan fortsätter sprickan in på norskt vatten för att därefter ansluta till Norska rännan. Djuprännan ger Koster- och Väderöfjorden förbindelse med djuphavet.
När den en senaste inlandsisen lämnade området fanns strandlinjen nästan 170 meter högre upp än i dag. Senare, då isen dragit sig tillbaka, höjde sig landet och utsattes för vågornas krafter. Allt löst material transporterades ner i dalbottnarna, grovt material avlagrades vid bergens fötter medan det finare avsattes som lera längre ut. Den med kalkskal uppblandade leran är i dag bördiga åkerjordar. Bergsområden som ligger ovanför högsta kustlinjen är täckta av ett lager morängrus.
I några områden, där isfronten stod stilla under en längre tid, hann isen lagra upp stora mängder moränmaterial. Det finns två tydliga sådana israndlinjer (ändmoräner), som går genom kommunen i nordvästlig-sydostlig riktning. På den västliga linjen (den så kallade Berghemsmoränen) ligger exempelvis Tanumshede och söder därom Huds moar. Den östliga passerar mellan Bullaresjöarna vid Backa.
Under vissa, för blötdjur särskilt gynnsamma perioder, har stora mängder kalkhaltiga skal avsatts och givit upphov till skalbankar. Mäktiga bankar finns bland annat på Havsten och Otterö.
I ett nord-sydligt spricksystem i östra delen av kommunen ligger Bullaresjöarna. Längs sjöarnas östra stränder stupar högplatån Kynnefjäll brant ner mot vattnet.

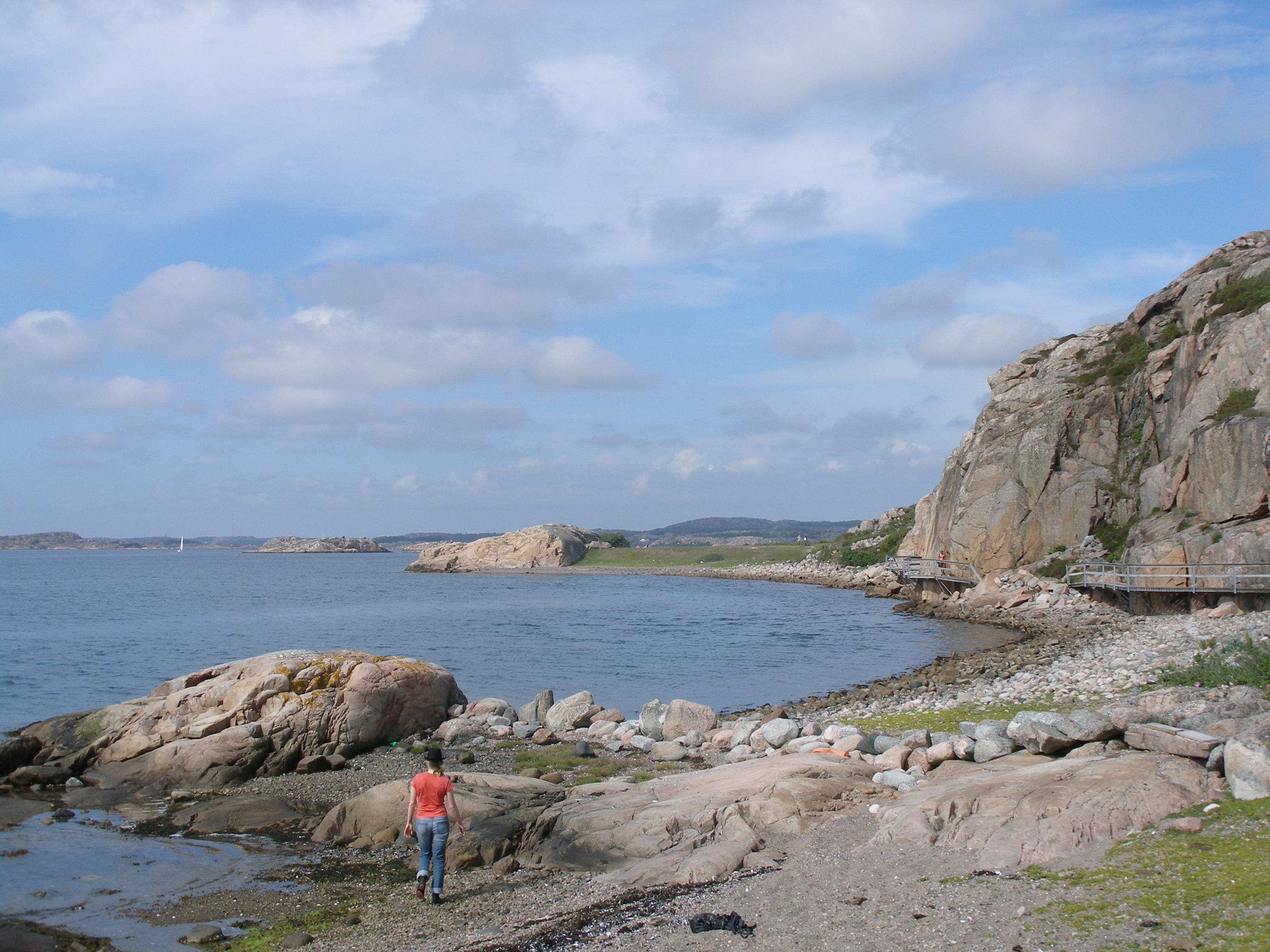
Veddö mellan Kämpersvik och Fjällbacka.

I väster finns skärgården Norra Bohusläns kustvatten och Fjällbacka skärgård som kännetecknas av kala öar och skär. Bland de öar som hör till Tanums kommun hittas exempelvis ögruppen Lindö-Kalvö-Trossö och de bebodda öarna Dyngö, Galtö, Hamburgö, Hamburgsund, Hällsö, Musö, Otterö och Resö. 
En bit in på fastlandet ligger slätterna med sina insprängda granitkullar - detta är jordbruksbygden. Slätterna övergår mot öster i en landskapstyp där skog, sjöar och berg dominerar. I öster återfinns kommunens största sjösystem, Bullaresjöarna. Öster om sjöarna finns det höglänta skogsområdet Kynnefjäll.
Kring Bullaresjöarna finns kommunens högsta punkter. Den högsta punkten är Farlighögen drygt 2 kilometer västnordväst om Vassbotten. Farlighögen når 207,2 meter över havet. Flera områden på Kynnefjälls del i Tanum når mer än 190 meter över havet. Kynnefjälls högsta punkt Vaktarekullen, 207 meter över havet, ligger dock cirka 500 meter in i Munkedals kommun.
Det är svårt att historiskt beräkna hur snabb landhöjningen varit under olika perioder. Men grovt sett kan man anta att i norra Bohuslän fanns kustlinjen när inlandsisen just dragit sig tillbaka, för ca 12 500 år sedan, cirka 170 meter ovanför nuvarande strandlinje. För 2 000 år sedan låg den cirka 9 meter högre än nu och för 1 000 år sedan 4,5 meter högre.
I dag anses landhöjningen i norra Bohuslän vara cirka fyra millimeter per år. Vilka effekter på strandlinjens läge klimatförändringarna kommer att få vet vi inte i dag.
I dalgångarna i väster, som är gamla havsbottnar, är sedimenten till stor del av marint ursprung, bland annat ingår skalgrus och marint avsatt lera.
Nedan presenteras andelen av den totala ytan 2020 i kommunen jämfört med riket.
|  | Bebyggelse (4,6 %) |

|  | Skog (62,7 %) |

|  | Öppen myrmark (1,8 %) |

|  | Jordbruksmark (14,1 %) |

|  | Övrig mark (16,9 %) |

|  | Bebyggelse (3,1 %) |

|  | Skog (68,0 %) |

|  | Öppen myrmark (7,2 %) |

|  | Jordbruksmark (7,4 %) |

|  | Övrig mark (14,3 %) |

Från Gerlesborg i söder till Galtö i norr har Tanum en lång kustlinje mot Skagerrak. Kustlinjen blir desto längre genom fjordar och havsvikar. Totalt har kommunen 525 kilometer kust, varav landkusten är 175 kilometer och öarnas strandlinje är 350 kilometer. Havet kring skärgården är Sveriges saltaste och renaste. Östra delen av kommunen domineras av ett skogslandskap med sjöar, vattendrag,  myrmarker och små skogstjärnar.
Långvattnet är en djup och kall sjö där exempelvis röding kan fångas. Andra större sjöar i Tanums kommun är exempelvis Norra och Södra Bullaresjöarna som följer en nord–sydlig spricka i berggrunden.
Bland fjordar i Tanum hittas bland annat Bottnefjorden (Bottnafjorden), Kosterfjorden och Sannäsfjorden. Vattendrag som flyter genom kommunen är bland annat  Enningdalsälven (delvis) och Hogarälven.

### Klimat
I Tanums kommun är klimatet maritimt. Det innebär att temperaturskillnaderna över såväl dygnet som året är mindre än i ett område med kontinentalt klimat. Havet fungerar som värmemagasin. Men temperaturskillnaderna är större i inlandet än vid kusten. Under perioder med nordlig till sydostlig vind kan den maritima karaktären minska avsevärt.
I januari är medeltemperaturen vid Väderöbod i väster -0,1 °C, medan den på Kynnefjäll i öster är -3,5 °C. Sett över hela året är medeltemperaturen vid Väderöbod 8,0 °C, medan den på Kynnefjäll är 6,0 °C.
Nederbördsfördelningen i området påverkas kraftigt av att frontpassager med fuktig luft företrädesvis sker från havet från sydväst till väst. Den inpasserade fuktiga luften pressas uppåt när den passerar från Skagerrak mot höjderna i kommunens östra delar. Luften lämnar under stigningen ifrån sig fuktighet som nederbörd, så kallad orografisk nederbörd. Under sommaren uppstår ofta värmeoväder över inlandet vilket ger en ökad nederbörd, så kallad konvektiv nederbörd. Sett över hela året är nederbörden vid Väderöbod 600 mm, medan den på Kynnefjäll är 850 mm.
Huvudsaklig vindriktning är mellan västlig och sydvästlig. Under dygn med kraftig solinstrålning dagar kan sjöbris uppstå på dagen och landbris på natten.

### Naturskydd
År 2022 fanns 31 naturreservat i Tanums kommun. Flera av naturreservaten är kopplade till Tanumskusten och förvaltas av Västkuststiftelsen. Som exempel på sådana reservat kan nämnas Tanumskusten I och Tanumskusten II som båda är klassade som Natura 2000-områden.

### Administrativ indelning
Fram till 2016 var kommunen för befolkningsrapportering indelad i sju församlingar – Bottna, Fjällbacka, Kville, Lurs, Naverstad-Mo, Svenneby och Tanums.

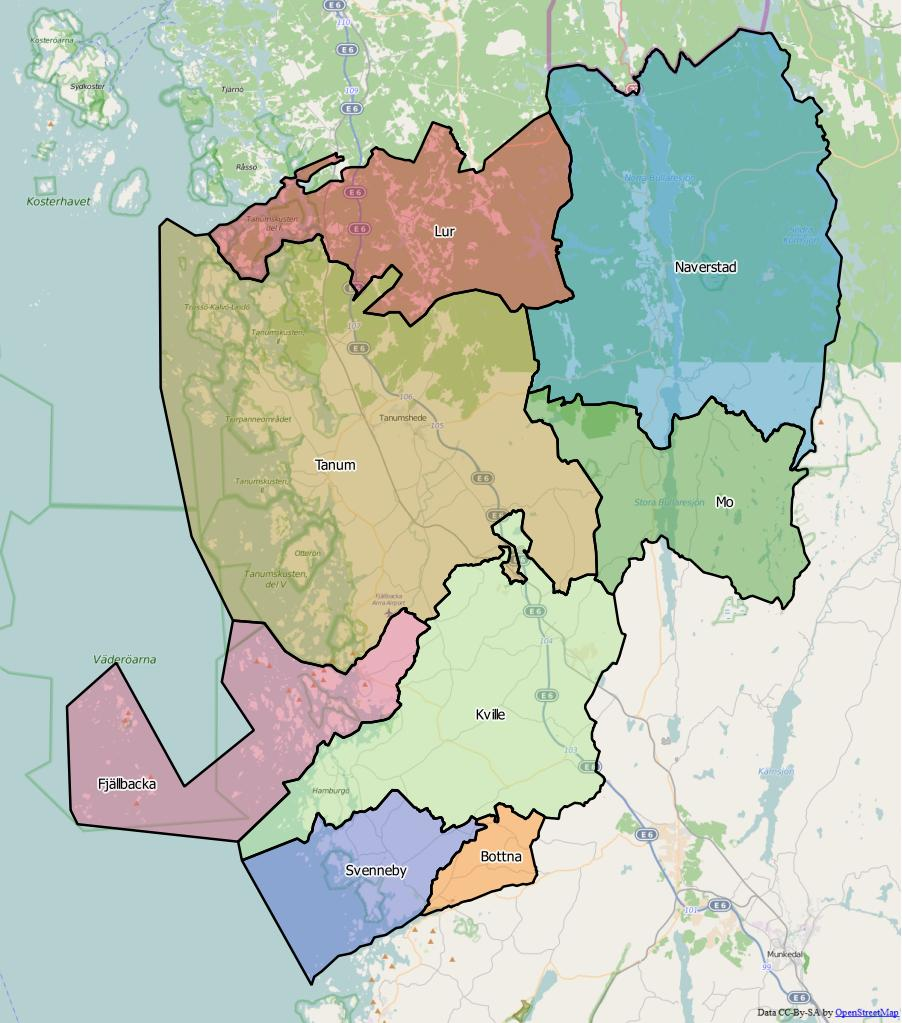
Distrikt inom Tanums kommun

Från 2016 indelas kommunen istället i åtta distrikt:

- Bottna
- Fjällbacka
- Kville
- Lur
- Mo
- Naverstad
- Svenneby
- Tanum

### Tätorter
År 2020 bodde 46,4 procent av kommunens invånare i någon av kommunens tätorter, vilket var lägre än motsvarande siffra för riket där genomsnittet var 87,6 procent. Vid Statistiska centralbyråns tätortsavgränsning 2020 fanns det sex tätorter i Tanums kommun:
| Tätort      | Befolkning |
| ----------- | ---------- |
| Tanumshede  | 2 043      |
| Grebbestad  | 1 922      |
| Fjällbacka  | 819        |
| Hamburgsund | 708        |
| Rabbalshede | 274        |
| Östad       | 225        |

Centralorten är i fet stil

## Styre och politik

### Styre
Mandatperioden 2010–2014 styrdes kommunen av Alliansen, med Clas-Åke Sörkvist (C) som kommunstyrelsens ordförande. Alliansen fortsatte styra i majoritet under mandatperioden 2014–2018 med Liselotte Fröjd (M) som kommunstyrelsens ordförande. Ordförande i kommunfullmäktige var då Rune Hermansson (C). Alliansen behöll majoriteten efter valet 2018 och kunde således fortsätta styra. Ordförande i kommunfullmäktige var Ann-Marie Olofsson (C). Efter valet 2022 behöll Alliansen greppet om makten med Liselotte Fröjd (M) som kommunstyrelsens ordförande och centerpartisten Karl-Erik Hansson valdes till ordförande i kommunfullmäktige. I september 2023 bröt de andra borgerliga partierna med Liberalerna.

### Kommunfullmäktige
Kommunfullmäktige i Tanums kommun har 41 ordinarie ledamöter och 25 ersättare.

#### Presidium
| Presidium 2022–2026    | Presidium 2022–2026 | Presidium 2022–2026 |
| ---------------------- | ------------------- | ------------------- |
| Ordförande             | C                   | Karl-Erik Hansson   |
| Förste vice ordförande | S                   | Ramona Gullholm     |
| Andre vice ordförande  | M                   | Claes G Hansson     |

#### Mandatfördelning 1970–2022
| 11 | 15 | 9 | 6 |

| 37 |

| 11 | 17 | 7 | 6 |

| 36 |

| 11 | 16 | 7 | 7 |

| 35 | 6 |

| 11 | 16 | 7 | 7 |

| 31 | 10 |

| 12 |  | 14 | 5 |  | 8 |

| 33 | 8 |

| 11 | 2 | 11 | 9 | 8 |

| 34 | 7 |

| 10 | 4 | 10 | 9 |  | 7 |

| 30 | 11 |

| 9 | 3 | 3 | 9 | 7 | 2 | 8 |

| 34 | 7 |

| 12 | 4 |  | 9 | 7 |  | 7 |

| 29 | 12 |

| 3 | 10 | 3 | 8 | 7 | 2 | 8 |

| 25 | 16 |

| 10 | 4 | 10 | 7 | 3 | 7 |

| 27 | 14 |

| 9 | 5 | 12 | 5 |  | 9 |

| 26 | 15 |

| 8 | 5 |  | 11 | 5 |  | 10 |

| 24 | 17 |

| 2 | 9 | 3 | 3 | 9 | 5 |  | 9 |

| 26 | 15 |

| 2 | 9 |  | 5 | 8 | 3 |  | 12 |

| 23 | 18 |

| 2 | 9 |  | 6 | 6 | 2 | 2 | 13 |

| 21 | 20 |

### Nämnder

#### Kommunstyrelse
Kommunstyrelsen i Tanums kommun har 11 ledamöter. Mandatperioden 2022–2026 tillhör tre av dessa Moderaterna och tre tillhör Socialdemokraterna. Två mandat tillhör Centerpartiet. Kristdemokraterna, Liberalerna och Sverigedemokraterna har en ledamot vardera.
| Presidium 2023–2026    | Presidium 2023–2026 | Presidium 2023–2026 |
| ---------------------- | ------------------- | ------------------- |
| Ordförande             | M                   | Liselotte Fröjd     |
| Förste vice ordförande | C                   | Roger Wallentin     |
| Andre vice ordförande  | S                   | Oskar Josefsson     |

#### Lista över kommunstyrelsens ordförande
Kommunstyrelsens ordförande), även kommunalråd, har varit:
| Namn | Namn                  | Tillträdde | Avgick |
| ---- | --------------------- | ---------- | ------ |
|      | Raymond Hansson (C)   | 1971       | 1985   |
|      | Henry Carlsson (C)    | 1986       | 1988   |
|      | Bengt Mattsson (FP)   | 1988       | 2000   |
|      | Clas-Åke Sörkvist (C) | 2001       | 2014   |
|      | Liselotte Fröjd (M)   | 2015       |        |

#### Övriga nämnder
| Nämnder 2022–2026            | Ordförande | Ordförande         | Förste vice ordförande | Förste vice ordförande | Andre vice ordförande | Andre vice ordförande |
| ---------------------------- | ---------- | ------------------ | ---------------------- | ---------------------- | --------------------- | --------------------- |
| Barn- och utbildningsnämnden | C          | Roger Wallentin    | S                      | Camilla Hogebrandt     | M                     | Johan Ulriksson       |
| Miljö- och byggnadsnämnden   | M          | Hans Schub         | C                      | Karl-Erik Hansson      | S                     | Roger Friberg         |
| Omsorgsnämnden               | M          | Birgitta Nilsson   | C                      | Catrine Adlersson      | S                     | Niklas Berglund       |
| Tekniska nämnden             | M          | Alf Johansson      | S                      | Jenny Corneliusson     | C                     | Lennart Sörkvist      |
| Valnämnden                   | C          | Ann-Marie Olofsson | S                      | Ramona Gullholm        | M                     | Ingrid Klingspor      |

### Vänorter

Tanums vänorter

År 2020 hade Tanum kommun tre vänorter – Hole i Norge, Capo di Ponte i Italien och Cancale i Frankrike. Tidigare hade kommunen även vänortssamarbeten med  Gustavs i Finland, Hólmavík på Island,  Merimasku i Finland och Årslev i Danmark.

## Ekonomi och infrastruktur

### Näringsliv
De första bosättarna i området levde av  jakt och fiske. Långt senare växte jordbruket fram. Då var det inte lerjordarna nere i dalbottnarna som odlades, utan de mer lättbearbetade högre belägna jordarna. Att det skapats ett visst överskott visas av de fynd av ädlare metaller, som befolkningen har bytt till sig.

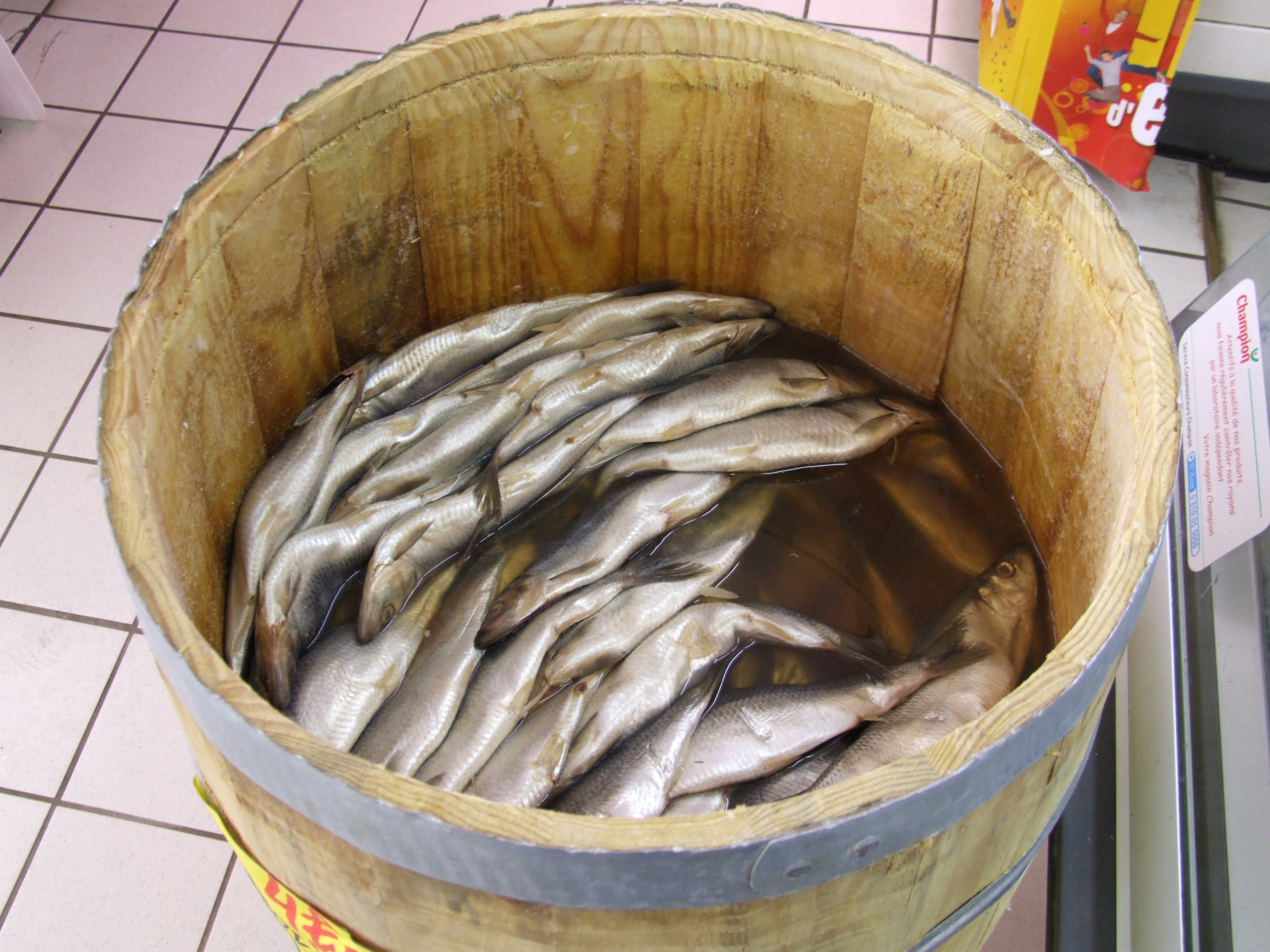
Sillfiske var länge en viktig näring i skärgården.

Under sillperioderna bedrevs omfattande sillfiske i skärgården, kanske redan på 1400-talet. Under 1500-talet och första halvan av 1600-talet bedrev kustbefolkningen småskalig sjöfart, så kallad bondeseglation. 
Periodvis fick områdets invånare, goda inkomster från export av timmer och sågade trävaror. Mycket av skogsprodukterna nådde marknaden via Idefjorden. Vid flera tillfällen ansträngde de danska myndigheterna sig för att begränsa trävaruexporten, dels för att skogen hade utarmats och dels behövdes den för internt danskt bruk. Avskurna från den internationella handeln blev intäkterna kraftigt begränsade.
Den småskaliga sjöfarten fick ett abrupt slut, då den helt förbjöds när Bohuslän blev svenskt  1658. Handel skulle bedrivas med utgångspunkt från stapelstäderna (Uddevalla och Göteborg). Kronan ansåg sig på det sättet bättre kunna kontrollera och driva in avgifter och tullar. Bohuslän skulle ju självt bidra till betalningen av krigskostnaderna för sitt införlivande med Sverige.
Myndigheterna ansåg att även skogsvarorna skulle gå omvägen över Uddevalla och Göteborg. Smugglingen av timmer till sågarna vid Idefjorden blev den enda vägen att få ut timmer från Bullaren i nuvarande Tanums kommun. Försök gjordes att 
begränsa denna olagliga handel, som berövade Kronan inkomster, men troligen har detta i realiteten haft liten påverkan på timmersmugglingen från Bullaren till Idefjorden.
Sillperioderna under 1700- och 1800-talen gav ett visst uppsving i skärgården, dock i betydligt mindre omfattning än i södra Bohuslän. Ortsbor lyckades dock ackumulera ett visst kapital under dessa sillperioder, bland annat genom att anlägga sillsalterier och trankokerier. Under 1800-talet släpptes det på begränsningarna för sjöfarten utanför stapelstäderna. Flera handelsmän i Fjällbacka-trakten drog nytta av detta och startade rederier med omfattande fart.
Från mitten av 1800-talet uppstod en ny marknad där i första hand världens storstadsområden efterfrågade spannmål. Västsveriges jordbruk kunde möta denna efterfrågan. I första hand odlades havre. Stora utskeppningshamnar blev Göteborg och Uddevalla, men även mindre hamnar i norra Bohuslän, som Grebbestad, Fjällbacka och Gerlesborg deltog i denna handel. Även de lokala rederierna i norra Bohuslän drog nytta av det ökade transportbehovet.

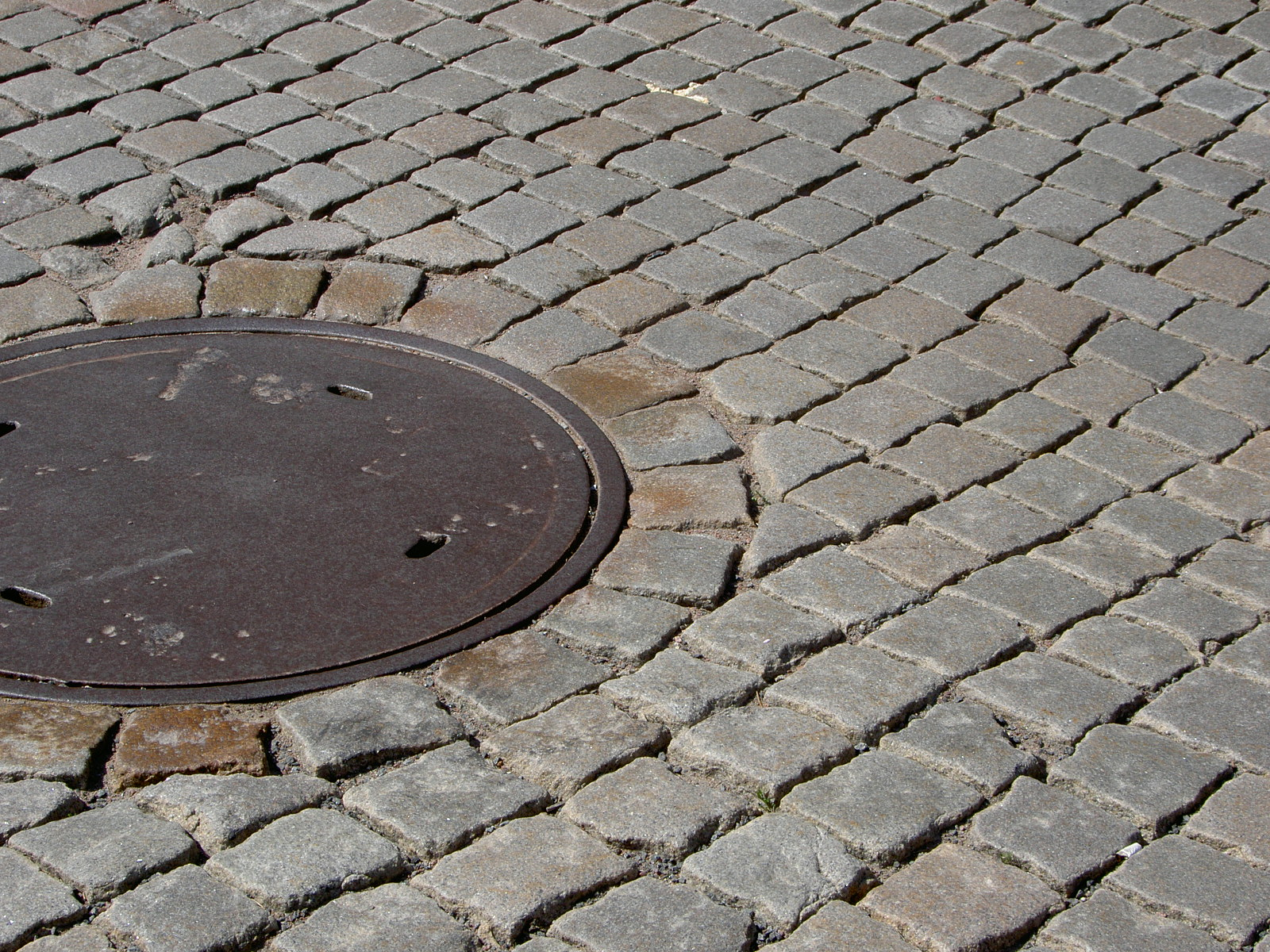
Stenindustrin var stark under slutet av 1800-talet och början av 1900-talet. En av produkterna var gatsten.

Behovet av transporter ökade ytterligare när stenindustrin expanderade kraftigt de sista årtiondena av 1800-talet. Inom nuvarande Tanums kommun var omfattningen på stenindustrin störst in Heestrand-Hamburgsundsområdet samt i området från Kämpersvik till Grebbestad. Andra områden med stenindustri var Gerlesborg och Havsten utanför Havstenssund. När befolkningen i kustbandet ökade, ökade även behovet av varor för befolkningen, bland annat byggnadsvaror som trä och tegel. Även detta gynnade den lokala sjöfarten.
I slutet av 1800-talet startade även konservindustrier för att vidareförädla sillen. Konservindustrier växte först upp i Fjällbacka och Grebbestad.
Under sillfiskeperioden i slutet av 1800-talet hade fisket enbart haft tillgång till små fartyg. Dessa var i första hand lämpade för kustnära verksamhet. När ångdrift började införas i den engelska trålfiskeflottan inleddes en stor utförsäljning av de äldre segeldrivna trålarna, på svenska benämnda kuttrar. I stort antal inköptes sådana kuttrar till de bohuslänska kustsamhällena. Inom nuvarande Tanums kommun var det Hamburgsund, Grebbestad och Havstenssund som blev stora kutterhamnar. På sommaren användes kuttrarna för dörjfiske efter makrill på Nordsjön och under resten av året gick de i fraktfart, så länge det var isfritt. Många av kuttrarna förbyggdes, man lade på ytterligare några bord, för att öka lastkapaciteten.
När kriserna inom stenindustrin senare kom, först i samband med första världskriget, kunde många kustbor få sin försörjning genom att gå över till fiske och fraktfart. Ytterligare en försörjningskälla öppnade sig inom fisket då trålfisket efter räkor och senare också kräftor ökade i stor omfattning från 1930-talet respektive 1970-talet.
Under senare delen av 1900-talet nästintill försvann stenindustrin i Tanums kommun. Även antalet sysselsatta inom jordbruk, fiske och fraktfart minskade. Till del har minskningar i dessa näringar kompenserats av tillverkningsindustri och turistnäringen och kanske främst hantverk (husbyggnation) i anslutning till turismen.
I början av 2020-talet dominerade dock tjänstenäringarna, främst turism. Exempel på företag inom denna sektor var konferens- och fritidsanläggning med egen gästhamn Tanum Strand i Grebbestad. Bland större företag inom andra branscher återfanns fönsterfabriken Nordan AB,  förpackningsindustrin Tetra Pak Inventing AB  och Aven Rabbalshede AB. Den största arbetsgivaren var dock kommunen själv.

### Infrastruktur

#### Transporter
Tanum genomkorsas i nord-sydlig riktning av Bohusbanan och Europaväg 6 som är en del i den viktiga motorvägen mellan Oslo och Köpenhamn via Göteborg. Bohusbanan trafikeras av regiontågen Västtågen mellan Göteborg och Uddevalla och Strömstad och med stopp i Rabbalshede och Tanum. Från söder utefter kusten och sedan mot öster från Tanums kyrka går länsväg 163. Utefter Bullaresjöarnas västra strand och upp mot Norge går länsväg 165. Genom kommunen från gränsen mot Strömstad och österut mot Dalsland går länsväg 164.

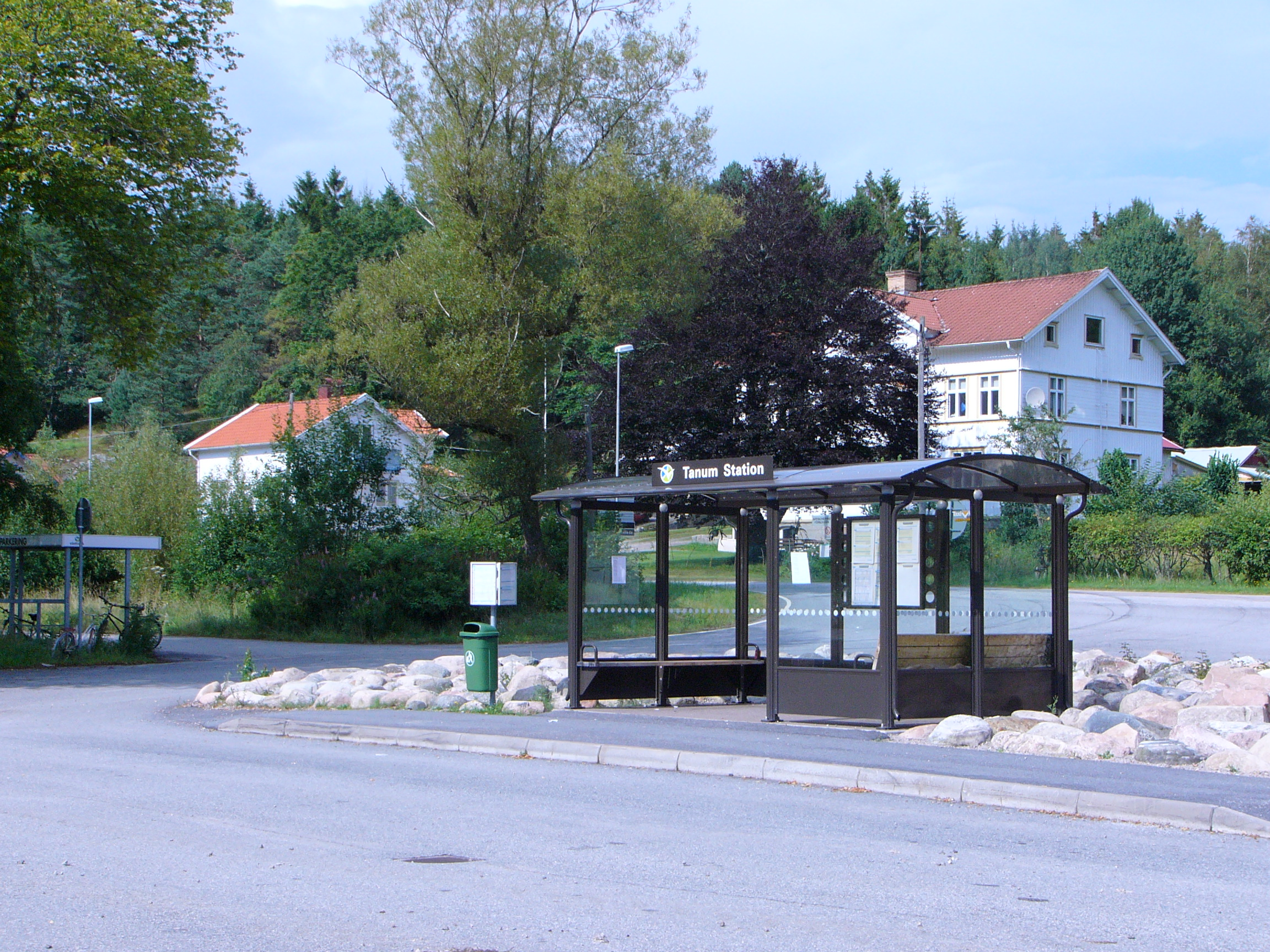
Väntkuren vid Tanums station. Stationshuset revs 2005.

Sveriges första motordrivna busslinje invigdes 1911 i Tanums kommun, den gick mellan Grebbestad och Tanums station.

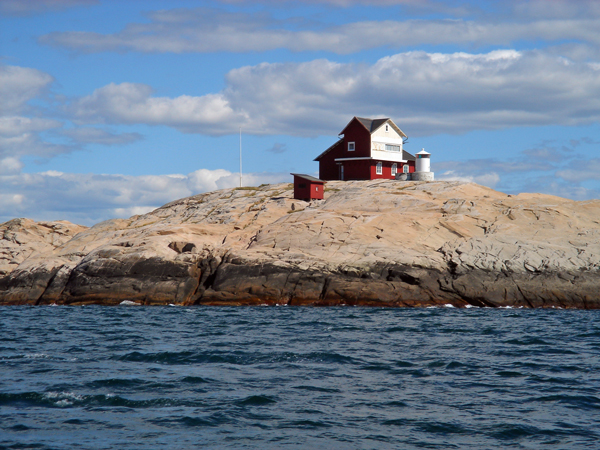
Svangens fyr.

Det har funnits lotsplatser på Dyngö, Hällsö och Storön samt tullstationer på Dyngö,  Hamburgsund, Havstenssund och Hästvam. Tidigare fanns bemannade fyrplatser på Svangen och Väderöbod. Fyrarna på Bissen, Ramskär och Svangen är obemannade.
Lotsplatserna och tullstationerna är indragna och fyrarna är alla automatiserade.

## Befolkning

### Demografi

#### Befolkningsutveckling
Kommunen har 12 773 invånare (31 december 2024), vilket placerar den på 180:e plats avseende folkmängd bland Sveriges kommuner.
| Befolkningsutvecklingen i Tanums kommun 1805–2020 | Befolkningsutvecklingen i Tanums kommun 1805–2020 | Befolkningsutvecklingen i Tanums kommun 1805–2020 | Befolkningsutvecklingen i Tanums kommun 1805–2020 | Befolkningsutvecklingen i Tanums kommun 1805–2020 |
| ------------------------------------------------- | ------------------------------------------------- | ------------------------------------------------- | ------------------------------------------------- | ------------------------------------------------- |
|                                                   |                                                   |                                                   |                                                   |                                                   |
| År                                                |                                                   |                                                   | Folkmängd                                         |                                                   |
| 1805                                              | 1805                                              |                                                   | 11 321                                            |                                                   |
| 1830                                              | 1830                                              |                                                   | 15 549                                            |                                                   |
| 1865                                              | 1865                                              |                                                   | 23 253                                            |                                                   |
| 1880                                              | 1880                                              |                                                   | 23 049                                            |                                                   |
| 1900                                              | 1900                                              |                                                   | 21 207                                            |                                                   |
| 1910                                              | 1910                                              |                                                   | 20 292                                            |                                                   |
| 1920                                              | 1920                                              |                                                   | 18 931                                            |                                                   |
| 1930                                              | 1930                                              |                                                   | 18 188                                            |                                                   |
| 1940                                              | 1940                                              |                                                   | 16 182                                            |                                                   |
| 1950                                              | 1950                                              |                                                   | 14 334                                            |                                                   |
| 1960                                              | 1960                                              |                                                   | 12 344                                            |                                                   |
| 1970                                              | 1970                                              |                                                   | 10 837                                            |                                                   |
| 1975                                              | 1975                                              |                                                   | 11 058                                            |                                                   |
| 1980                                              | 1980                                              |                                                   | 11 463                                            |                                                   |
| 1985                                              | 1985                                              |                                                   | 11 473                                            |                                                   |
| 1990                                              | 1990                                              |                                                   | 12 068                                            |                                                   |
| 1995                                              | 1995                                              |                                                   | 12 306                                            |                                                   |
| 2000                                              | 2000                                              |                                                   | 12 105                                            |                                                   |
| 2005                                              | 2005                                              |                                                   | 12 252                                            |                                                   |
| 2010                                              | 2010                                              |                                                   | 12 370                                            |                                                   |
| 2015                                              | 2015                                              |                                                   | 12 455                                            |                                                   |
| 2020                                              | 2020                                              |                                                   | 12 912                                            |                                                   |

## Kultur

### Kulturarv

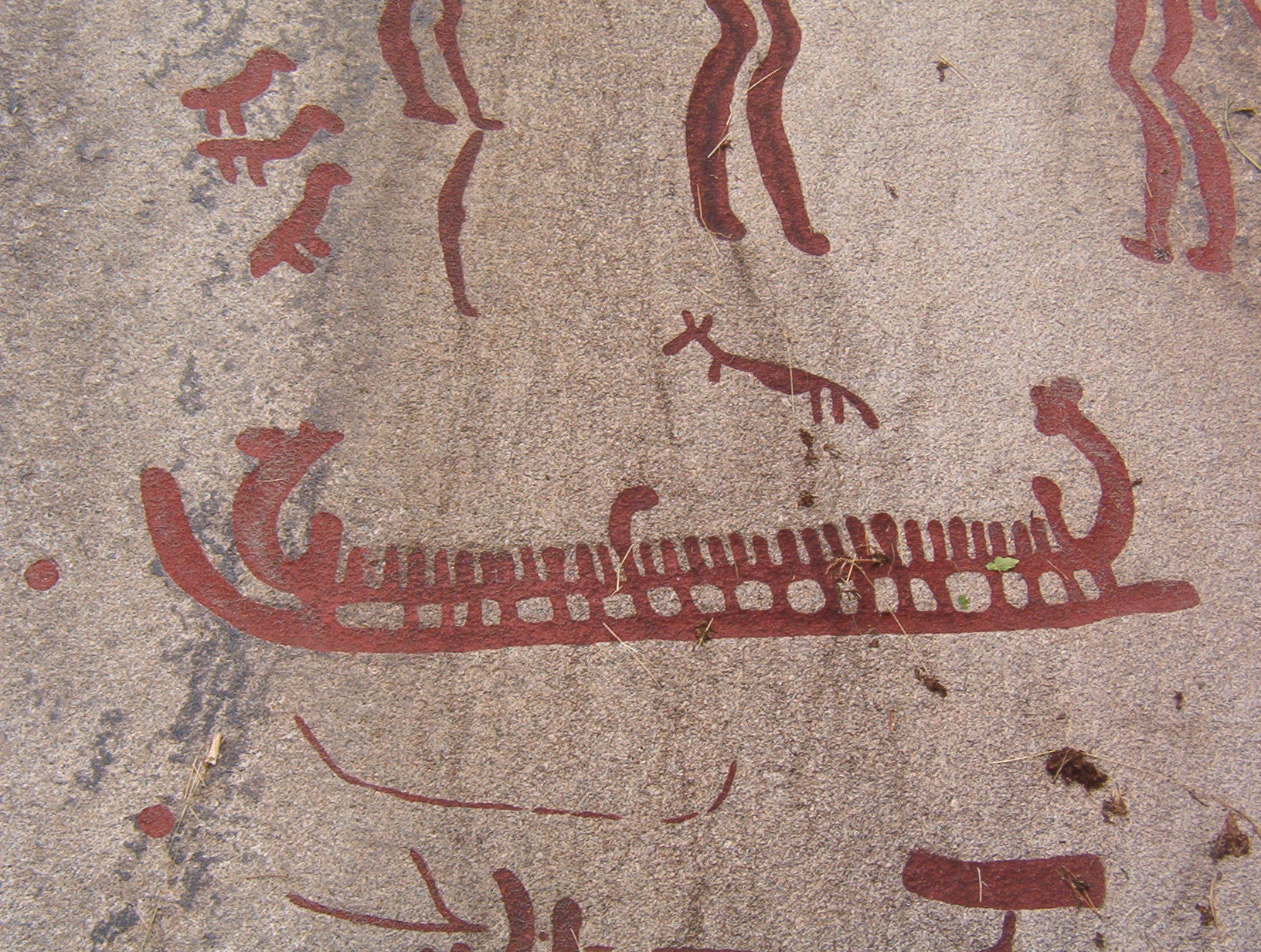
Hällristning

Tanum har ett av Sveriges märkligaste fornlämningsområden, hällristningsområdet i Tanum, med bland annat hällristningar från bronsåldern omkring Tanumshede (som blev världsarv 1994) och ett gravfält från romersk järnålder. Hällristningarna finns på många olika hällar. Totalt cirka 6 000 figurer och 10 000 skålgropar har påträffats men nya fynd görs ständigt. Vanligast är skeppsfigurer (cirka 2 700), människo- och djurfigurer samt symboler som hjulkors och fotsulor. I området finns Vitlycke museum som är ett informationscentrum för hela världsarvsområdet.
Ett annat märkligt fornlämningsområde är Greby gravfält. De 200 gravarna är daterade till järnåldern och inkluderar många resta stenar som kröner gravhögarna.

### Kommunvapen
Blasonering: Av guld och rött delad sköld, i övre fältet hällristning en plöjande man med två oxar, allt av rött, i nedre fältet hällristning ett skepp av guld.
Vapnets olika delar symboliserar enligt kommunen:
| ”                | Den plöjande mannen med oxarna: Kommunens inland samt jord- och skogsbruket. Skeppet: Kommunens kustland, sjöfarten och fiskerinäringen. Hällristningarna: Dels hällristningarna som sådana men även som symboler för forntiden samt det rika kulturarv bygden innehar. Färgerna guld och rött: Den norska bindningen, som tidigare fanns i laga form men, som numera sker på frivillig basis. | „ |
| – Tanums kommun, | |   |

Efter kommunbildningen 1971 fanns ett vapen, det som 1948 fastställts för Fjällbacka municipalsamhälle. Dock valde man att skapa ett nytt vapen för kommunen och motiv hämtades från de många hällristningarna. Vapnet registrerades hos PRV 1986.

Fjällbacka municipalsamhälle (1948–1964)
Kville landskommun